# Ottersøya
Ottersøya est un village de la commune de Nærøysund dans le comté de Trøndelag, en Norvège.

## Description
Le village est situé à l'extrémité sud-ouest de la péninsule de Kvingra, juste en face du Nærøysundet (en) depuis le village de Rørvik. Il est beaucoup plus proche de Rørvik (sur Vikna) que de son propre centre municipal, Kolvereid. Le village de Torstad se trouve à environ 6 kilomètres au nord d'Ottersøya. Le pont Marøysund et le pont Nærøysund (qui relient Nærøy à Vikna) se trouvent juste au sud d'Ottersøya.

## Galerie

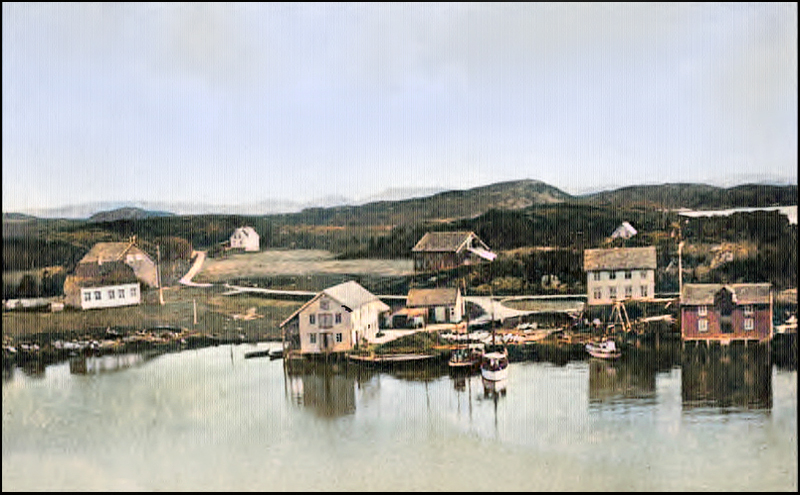
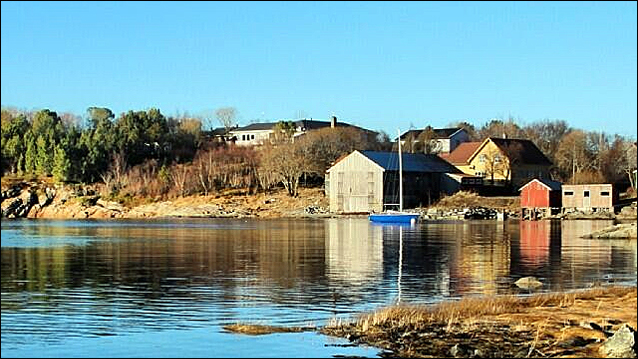